# Xian de Minqin
Le xian de Minqin (民勤县 ; pinyin : Mínqín Xiàn) est un district administratif de la province du Gansu en Chine. Il est placé sous la juridiction de la ville-préfecture de Wuwei.

## Démographie
La population du district était de 281 826 habitants en 1999.